# NHL (1963/1964)
Sezon NHL 1963/1964 był 47. sezonem ligi National Hockey League. Sześć drużyn rozegrało 70 meczów. Puchar Stanleya zdobyła drużyna Toronto Maple Leafs. W tym sezonie w klubie Detroit Red Wings zaczął grać pierwszy hokeista NHL pochodzącego z Polski. Był nim John Miszuk.

## Sezon zasadniczy
M = Mecze, W = Wygrane, P = Przegrane, R = Remisy, PKT = Punkty, GZ = Gole Zdobyte, GS = Gole Stracone, KwM = Kary w Minutach
| Drużyna             | M  | W  | P  | R  | PKT | GZ  | GS  | KwM  |
| ------------------- | -- | -- | -- | -- | --- | --- | --- | ---- |
| Montreal Canadiens  | 70 | 36 | 21 | 13 | 85  | 209 | 167 | 982  |
| Chicago Black Hawks | 70 | 36 | 22 | 12 | 84  | 218 | 169 | 1116 |
| Toronto Maple Leafs | 70 | 33 | 25 | 12 | 78  | 192 | 172 | 928  |
| Detroit Red Wings   | 70 | 30 | 29 | 11 | 71  | 191 | 204 | 771  |
| New York Rangers    | 70 | 22 | 38 | 10 | 54  | 186 | 242 | 715  |
| Boston Bruins       | 70 | 18 | 40 | 12 | 48  | 170 | 212 | 858  |

### Najlepsi strzelcy
| Zawodnik      | Drużyna             | Mecze | Bramki | Asysty | Punkty | Kary w minutach |
| ------------- | ------------------- | ----- | ------ | ------ | ------ | --------------- |
| Stan Mikita   | Chicago Black Hawks | 70    | 39     | 50     | 89     | 146             |
| Bobby Hull    | Chicago Black Hawks | 70    | 43     | 44     | 87     | 50              |
| Jean Beliveau | Montreal Canadiens  | 68    | 28     | 50     | 78     | 42              |
| Andy Bathgate | NYR/TML             | 71    | 19     | 58     | 77     | 34              |
| Gordie Howe   | Detroit Red Wings   | 69    | 26     | 47     | 73     | 70              |

## Playoffs

### Półfinały
| Montreal Canadiens – Toronto Maple Leafs | Montreal Canadiens – Toronto Maple Leafs | Montreal Canadiens – Toronto Maple Leafs | Montreal Canadiens – Toronto Maple Leafs | Montreal Canadiens – Toronto Maple Leafs | Montreal Canadiens – Toronto Maple Leafs | Montreal Canadiens – Toronto Maple Leafs |
| Data                                     | Wyjazd                                   | Wyjazd                                   | Dom                                      | Dom                                      |                                          |                                          |
| ---------------------------------------- | ---------------------------------------- | ---------------------------------------- | ---------------------------------------- | ---------------------------------------- | ---------------------------------------- | ---------------------------------------- |
| 26 marca                                 | Toronto                                  | 0                                        | 2                                        | Montreal                                 |                                          |                                          |
| 28 marca                                 | Toronto                                  | 2                                        | 1                                        | Montreal                                 |                                          |                                          |
| 31 marca                                 | Montreal                                 | 3                                        | 2                                        | Toronto                                  |                                          |                                          |
| 2 kwietnia                               | Montreal                                 | 3                                        | 5                                        | Toronto                                  |                                          |                                          |
| 4 kwietnia                               | Toronto                                  | 2                                        | 4                                        | Montreal                                 |                                          |                                          |
| 7 kwietnia                               | Montreal                                 | 0                                        | 3                                        | Toronto                                  |                                          |                                          |
| 9 kwietnia                               | Toronto                                  | 3                                        | 1                                        | Montreal                                 |                                          |                                          |
| Toronto wygrało 4:3                      |                                          |                                          |                                          |                                          |                                          |                                          |

| Chicago Blackhawks – Detroit Red Wings | Chicago Blackhawks – Detroit Red Wings | Chicago Blackhawks – Detroit Red Wings | Chicago Blackhawks – Detroit Red Wings | Chicago Blackhawks – Detroit Red Wings | Chicago Blackhawks – Detroit Red Wings | Chicago Blackhawks – Detroit Red Wings |
| Data                                   | Wyjazd                                 | Wyjazd                                 | Dom                                    | Dom                                    |                                        |                                        |
| -------------------------------------- | -------------------------------------- | -------------------------------------- | -------------------------------------- | -------------------------------------- | -------------------------------------- | -------------------------------------- |
| 26 marca                               | Detroit                                | 1                                      | 4                                      | Chicago                                |                                        |                                        |
| 28 marca                               | Detroit                                | 5                                      | 4                                      | Chicago                                |                                        |                                        |
| 31 marca                               | Chicago                                | 0                                      | 3                                      | Detroit                                |                                        |                                        |
| 2 kwietnia                             | Chicago                                | 3                                      | 2                                      | Detroit                                | Po dogrywce                            |                                        |
| 4 kwietnia                             | Detroit                                | 2                                      | 3                                      | Chicago                                |                                        |                                        |
| 7 kwietnia                             | Chicago                                | 2                                      | 7                                      | Detroit                                |                                        |                                        |
| 4 kwietnia                             | Detroit                                | 4                                      | 2                                      | Chicago                                |                                        |                                        |
| Detroit wygrało 4:3                    |                                        |                                        |                                        |                                        |                                        |                                        |

### Finał Pucharu Stanleya
| Toronto Maple Leafs – Detroit Red Wings       | Toronto Maple Leafs – Detroit Red Wings | Toronto Maple Leafs – Detroit Red Wings | Toronto Maple Leafs – Detroit Red Wings | Toronto Maple Leafs – Detroit Red Wings | Toronto Maple Leafs – Detroit Red Wings | Toronto Maple Leafs – Detroit Red Wings |
| Data                                          | Wyjazd                                  | Wyjazd                                  | Dom                                     | Dom                                     |                                         |                                         |
| --------------------------------------------- | --------------------------------------- | --------------------------------------- | --------------------------------------- | --------------------------------------- | --------------------------------------- | --------------------------------------- |
| 11 kwietnia                                   | Detroit                                 | 2                                       | 3                                       | Toronto                                 |                                         |                                         |
| 14 kwietnia                                   | Detroit                                 | 4                                       | 3                                       | Toronto                                 | Po dogrywce                             |                                         |
| 16 kwietnia                                   | Toronto                                 | 3                                       | 4                                       | Detroit                                 |                                         |                                         |
| 18 kwietnia                                   | Toronto                                 | 4                                       | 2                                       | Detroit                                 |                                         |                                         |
| 21 kwietnia                                   | Detroit                                 | 2                                       | 1                                       | Toronto                                 |                                         |                                         |
| 23 kwietnia                                   | Toronto                                 | 4                                       | 3                                       | Detroit                                 | Po dogrywce                             |                                         |
| 25 kwietnia                                   | Detroit                                 | 0                                       | 4                                       | Toronto                                 |                                         |                                         |
| Toronto wygrało 4:3 i zdobyło Puchar Stanleya |                                         |                                         |                                         |                                         |                                         |                                         |

## Nagrody
| Art Ross Memorial Trophy:     | Gordie Howe, Detroit Red Wings         |
| Calder Memorial Trophy:       | Jacques Laperriere, Montreal Canadiens |
| Hart Memorial Trophy:         | Jean Beliveau, Montreal Canadiens      |
| Lady Byng Memorial Trophy:    | Kenny Wharram, Chicago Blackhawks      |
| Vezina Trophy:                | Charlie Hodge, Montreal Canadiens      |
| James Norris Memorial Trophy: | Pierre Pilote, Chicago Blackhawks      |